# Zkušenostní body

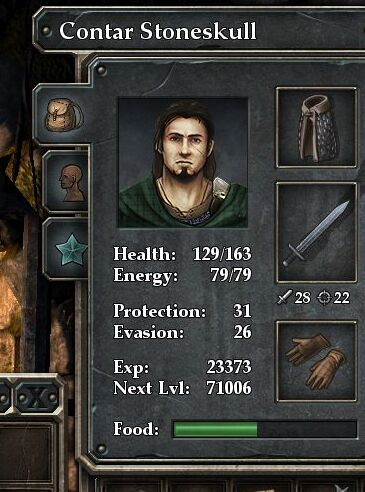
Vedle rukavic lze vidět aktuální zkušenosti postavy (Exp) a potřebné zkušenosti do další úrovně (Next Lvl). Obrázek ze hry Legend of Grimrock.

Zkušenostní body (body zkušenosti, často dle anglického experience points zkracováno jako XP) jsou veličinou, která vyjadřuje zkušenost dané postavy. Používají se v rámci stolních i počítačových her na hrdiny. Zkušenostní body jsou udělovány zejména za překonávání překážek, ať už jde o plnění úkolů, boj s nepřáteli či dosažení určité lokace. Zvláště v rámci stolních her pak mohou být rozdělovány body navíc např. za vpravení se do role či vynalézavá řešení problémů.

## Zkušenostní limit
Aby se ale postavy nestávaly příliš mocné a balancování obtížnosti složité, používají některé hry tzv. zkušenostní limit. Tato hranice značí sumu celkových zkušenostních bodů, kterou postava nemůže nikdy překročit. Používá-li hra pro postavy systém úrovní (levelů), je maximální dosažitelná úroveň dosažitelná v rámci daného zkušenostního limitu označována jako level cap.